# Clemens August von Galen
Blahoslavený Clemens August hrabě von Galen (16. března 1878, Dinklage – 22. března 1946, Münster) byl německý šlechtic a kardinál, biskup münsterský (1933–1946). Byl jedním z nejostřejších a nejznámějších kritiků Hitlerova režimu v Německu, jeho ostrá protinacistická vystoupení mu vynesla přezdívku Lev z Münsteru či Vestfálský lev. Jeho bratrancem byl další hlasitý odpůrce Hitlerova režimu Konrad von Preysing, biskup berlínský, kterého papež ct. Pius XII. po válce taktéž jmenoval kardinálem.

## Život

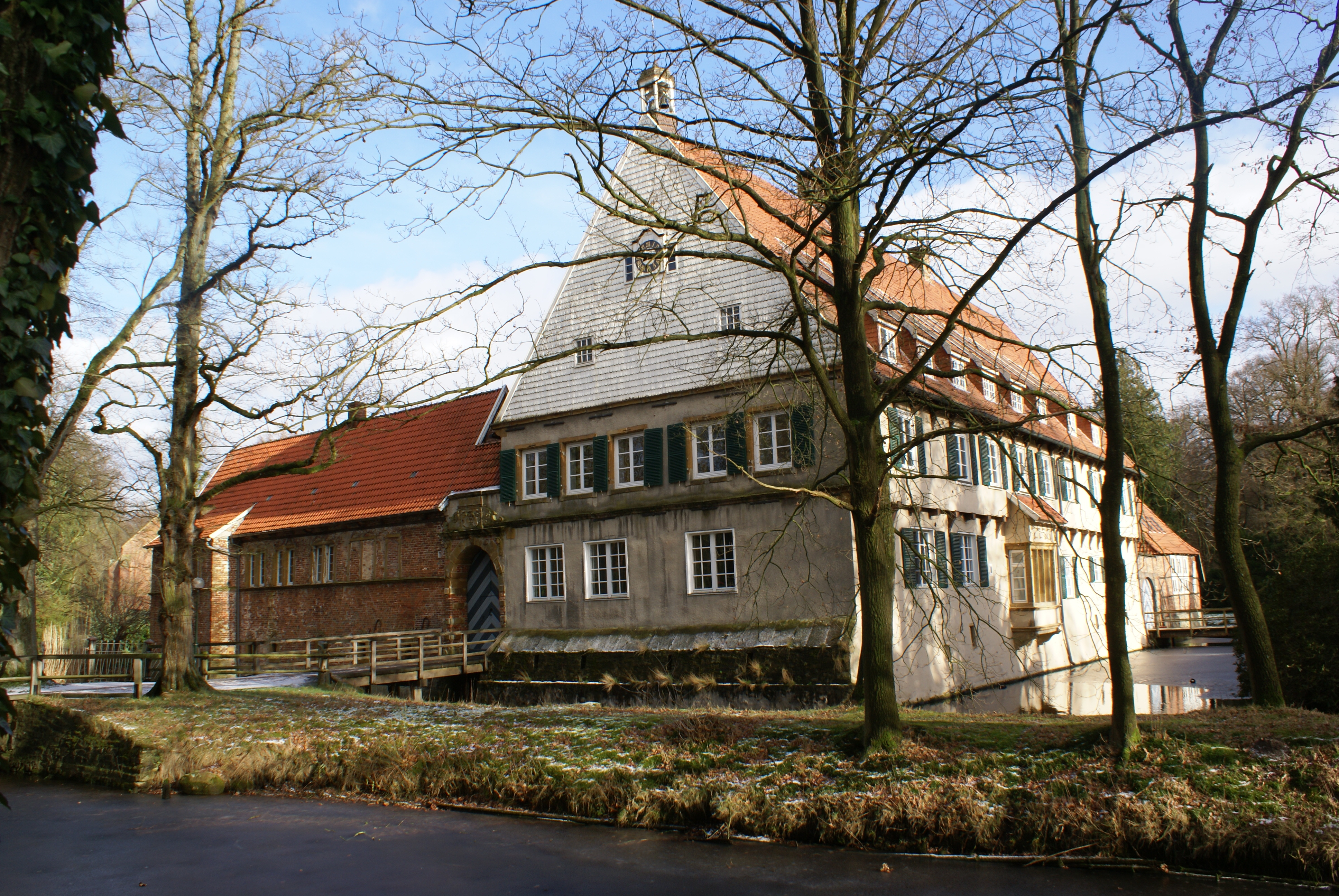
Hradiště Dinklage, rodiště Clemense Augusta von Galena

Clemens August von Galen se narodil ve starém šlechtickém rodu Galenů, jako jedenáctý potomek významného politika Německé strany středu, hraběte Ferdinanda Heriberta von Galen, a jeho ženy Elisabeth, rozené von Spee.
Vystudoval rakouskou jezuitskou internátní školu Stella Matutina. Po svém setkání a soukromém rozhovoru s papežem Lvem XIII. (1899) se rozhodl pro kněžskou dráhu. Teologii studoval nejprve na Canisianu v Innsbrucku a posléze v Münsteru, kde 28. května 1904 obdržel kněžské svěcení z rukou biskupa Hermanna Jakoba Dingelstada.
Jako kněz nejprve pracoval pro svého strýce Maximiliana Gereona von Galen, který byl pomocným biskupem münsterské diecéze, později se přesunul do Berlína, kde působil nejprve jako kaplan a posléze jako farář při farnosti svatého Matyáše. Zde se s přátelil s tehdejším nunciem Pacellim, pozdějším papežem (ct. Pius XII.).
V roce 1933 byl navzdory nesouhlasu a protestům nuncia Orseniga zvolen a 5. září i jmenován biskupem münsterským. Biskupské svěcení obdržel 28. října 1933 z rukou kardinála Schulteho, spolusvětiteli byli biskupové Berning a Bornewasser.

### Třetí říše
| „                                        | Jsou nyní zabíjeni, brutálně vražděni bezbranní nevinní; jsou utlačováni i lidé jiné rasy, jiného původu... Stojíme tváří v tvář neslýchanému vražednému šílenství národa! | “ |
| — biskup Galen v kázání ze 3. srpna 1941 | |   |

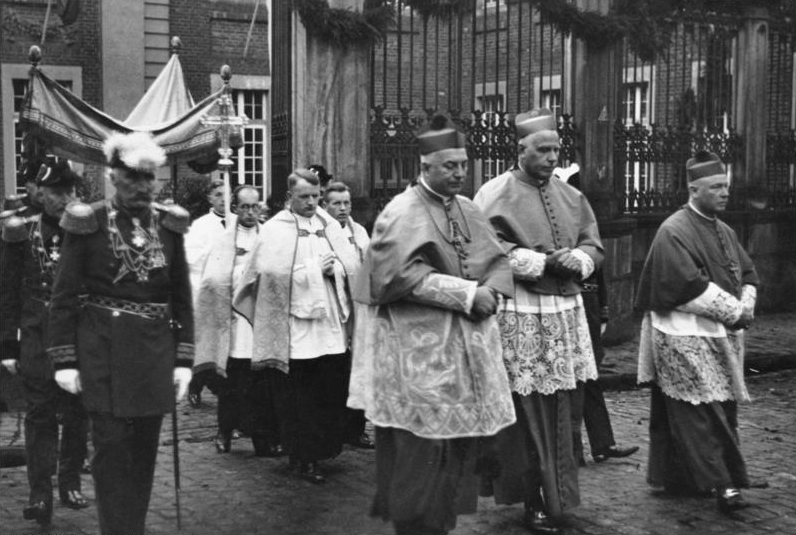
Biskupské svěcení von Galena

Biskup Galen byl jedním z nejhlasitějších a nejostřejších kritiků Hitlerova režimu, jeho ostrá protinacistická vystoupení mu vynesla přezdívku Lev z Münsteru či Vestfálský lev. Kritizoval filosofické základy nacismu a jeho stěžejní díla, jakož i spoustu jeho zločinů. Opakovaně ostře vystupoval proti perzekucím katolické církve a „nepotřebných a škodlivých jedinců“. Jeho kázání proti nacistickým euthanasijním programům vyvolala takové pozdvižení, že nacisté nakonec veřejně ustoupili od jejich provádění (byť ve skrytu je v omezené míře prováděli dál).
Od roku 1941 měl omezen pohyb a byl neustále sledován. Mnoho předních nacistů požadovalo jeho likvidaci, proti tomu se ovšem postavil Goebbels, který poukazoval na obrovskou Galenovu popularitu v celém Vestfálsku a nedozírné propagandistické důsledky takovéhoto neuváženého činu. Už takto proti Galenově omezování opakovaně protestovali i vysocí důstojníci německých ozbrojených sil. Proto bylo rozhodnuto, že zatím není pro závěrečný zásah proti biskupovi ten vhodný čas. Byla však zatčena a popravena řada kněží a věřících, šířících opisy jeho protinacistických kázání.

### Poválečné Německo
| „                                         | Tak jako jsem bojoval proti nacistickým nespravedlnostem, budu bojovat proti jakýmkoliv nespravedlnostem, bez ohledu na to, od koho pocházejí. | “ |
| — biskup Galen, kázání z 1. července 1945 | |   |

Stejně ostře jako proti nacistickým zločinům vystupoval po válce proti zločinům páchaným spojeneckými okupačními úřady a jednotkami v Německu. Jeho vztahy s britskými okupačními představiteli se rychle zhoršily do té míry, že musel svá kázání distribuovat tajně, stejně jako tak činil za nacismu, a když jej Pius XII. jmenoval kardinálem, úřady mu zakázaly použít k cestě do Říma letadlo. Kardinálskou červeň dlouho neoblékal. Zemřel krátce po návratu z Říma na zánět dutiny břišní, vyvolaný perforací pozdě diagnostikovaného zánětu apendixu.
Zemřel krátce po jmenování kardinálem, pohřben je v münsterské katedrále.

## Posmrtná úcta

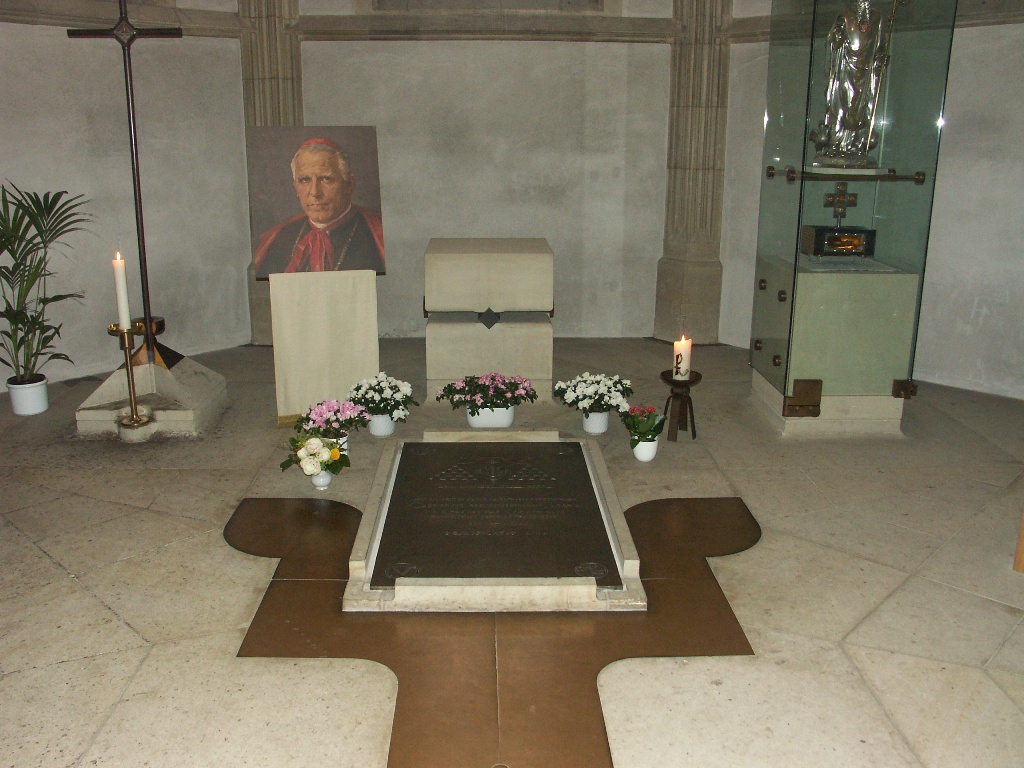
Hrob kardinála Galena

Kardinál von Galen byl pohřben v své Katedrále svatého Pavla v Münsteru. 9. října 2005 jej papež Benedikt XVI. prohlásil za blahoslaveného.